# Milada Skrbková
Milada Skrbková, provdaná Žemlová, (30. května 1897, Praha – 2. října 1935, tamtéž) byla česká a československá tenistka, historicky vůbec první ženská olympionička Československé republiky vzniklé roku 1918. Její jediná předchůdkyně Hedviga Rosenbaumová startovala na Olympijských hrách v Paříži roku 1900 soukromě.
Skrbková se zúčastnila Letních olympijských her 1920 v Antverpách, kde vybojovala ve smíšené čtyřhře spolu s Ladislavem Žemlou bronzovou medaili poté, co v zápase o 3. místo porazili dánský pár Amory Hansenovou a Erika Tegnera 8–6, 6–4. Na tyto olympijské hry ČSR vyslala výpravu 118 sportovců, mezi nimiž byla jediná žena. Vedoucím mise byl generální tajemník ČSOV Josef Rössler-Ořovský. Po olympijských hrách se Milada Skrbková za svého deblového partnera Ladislava Žemlu provdala. Hráčskou kariéru ukončila roku 1925, zemřela ve 37 letech.

## Galerie

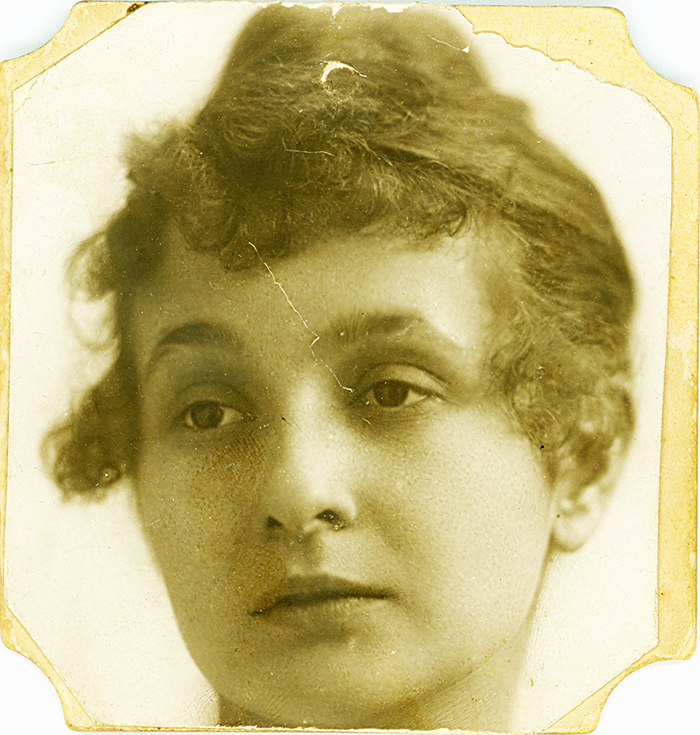
Průkazka Milady Skrbkové z LOH 1920 - přední strana
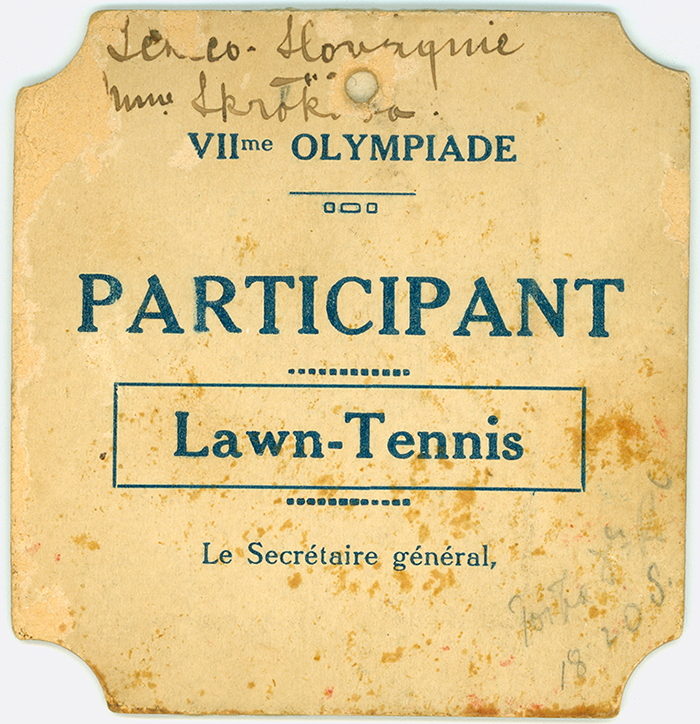
Průkazka Milady Skrbkové z LOH 1920 - zadní strana
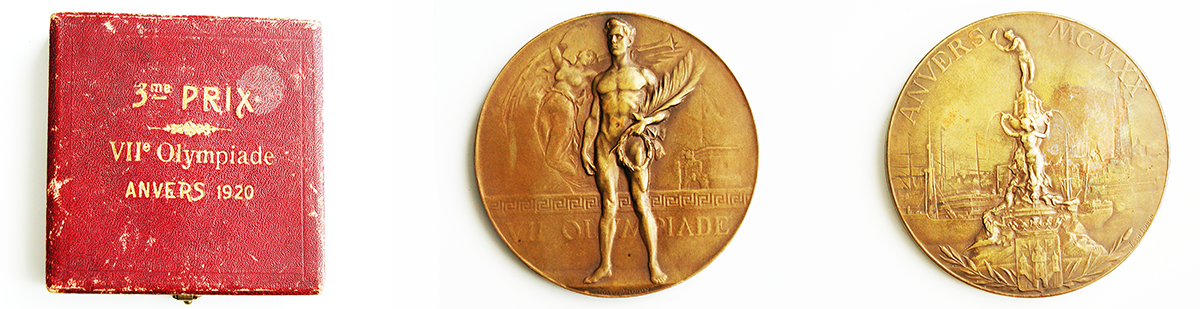
Bronzová medaile Milady Skrbkové z LOH 1920